# Presentación López Piñero
Presentación López Piñero (Ceutí, 28 de septiembre de 1983) es una política española.

## Biografía
Fue militante de las Juventudes Socialistas.
Estudió Ciencias Políticas y de la Administración en la Universidad de Murcia. 
Fue diputada del PSOE en la Asamblea Regional de Murcia de 2015 a 2019.
Posteriormente fue nombrada asesora del Gobierno central.